# Horst Kittel
Horst Kittel (* 16. Oktober 1942 in Anhalt, Kreis Pleß, Oberschlesien; † 13. Juni 2020 in Brieskow-Finkenheerd) war ein deutscher Fußballspieler. 1969/70 spielte er für Stahl Eisenhüttenstadt in der DDR-Oberliga, der höchsten Spielklasse im DDR-Fußball.

## Sportliche Laufbahn
Seine ersten Punktspiele im höherklassigen Fußball bestritt Horst Kittel 19-jährig beim Armeesportklub (ASK) Vorwärts Cottbus in der Saison 1961/62. Der ASK spielte in der zweitklassigen DDR-Liga, Kittel wurde in den 39 ausgetragenen Spielen (Wechsel vom Kalender- zum Sommer-Frühjahr-Spielrhythmus) neunmal eingesetzt und erzielte seine ersten vier Tore. 1962/63 war Kittel bereits Stammspieler und kam in seinen 24 Punktspieleinsätzen (von 26) auf 17 Tore. Aus dem ASK war in dieser Saison die Armeesportgemeinschaft (ASG) geworden. Von den 30 ausgetragenen Ligaspielen 1963/64 bestritt Kittel 26 Partien, kam aber nur auf sieben Treffer. Nach insgesamt 59 DDR-Liga-Einsätzen und 28 Toren verließ er Vorwärts Cottbus und schloss sich der Betriebssportgemeinschaft (BSG) Stahl Eisenhüttenstadt an, die ebenfalls in der DDR-Liga vertreten war. Von 1964 bis 1969 bestritt Kittel zunächst fünf Spielzeiten in der DDR-Liga. In den 150 Punktspielen fehlte er lediglich bei drei Partien, er schoss dabei 61 Tore. Viermal wurde er Torschützenkönig seiner Mannschaft. Seine fünfte Eisenhüttenstädter Saison 1968/69 wurde mit dem Aufstieg in die DDR-Oberliga gekrönt. Dazu hatten auch seine 20 Tore beigetragen, mit denen Kittel auch Torschützenkönig der Ligastaffel Nord geworden war. In der Oberligasaison 1969/70 bestritt er alle 26 Punktspiele, kam aber nur dreimal zum Torerfolg. Stahl Eisenhüttenstadt musste bereits nach einem Jahr wieder aus der Oberliga absteigen. Da der BSG gravierende Verstöße gegen die Verbandsstatuten nachgewiesen wurden, wurde die Fußballmannschaft zur Saison 1970/71 in die drittklassige Bezirksliga zurückgestuft. Ihr gelang jedoch umgehend der Aufstieg in die DDR-Liga. Dort absolvierte Kittel weitere drei Spielzeiten, in denen er von 66 Punktspielen 65 Spiele bestritt. Nachdem er 1971/72 mit zehn Toren noch einmal Torschützenkönig der BSG Stahl geworden war, schoss er bis 1974 nur noch sieben Tore. Nach der Spielzeit 1973/74 beendete er seine Laufbahn als Leistungsfußballer. Innerhalb von zwölf Spielzeiten war er auf 26 Oberligaspiele mit drei Toren und 271 DDR-Liga-Spiele mit 106 Toren gekommen.